# Fresnois (Meuse)
Fresnois is een Franse plaats in in de gemeente Montmédy in het departement Meuse in de regio Grand Est.

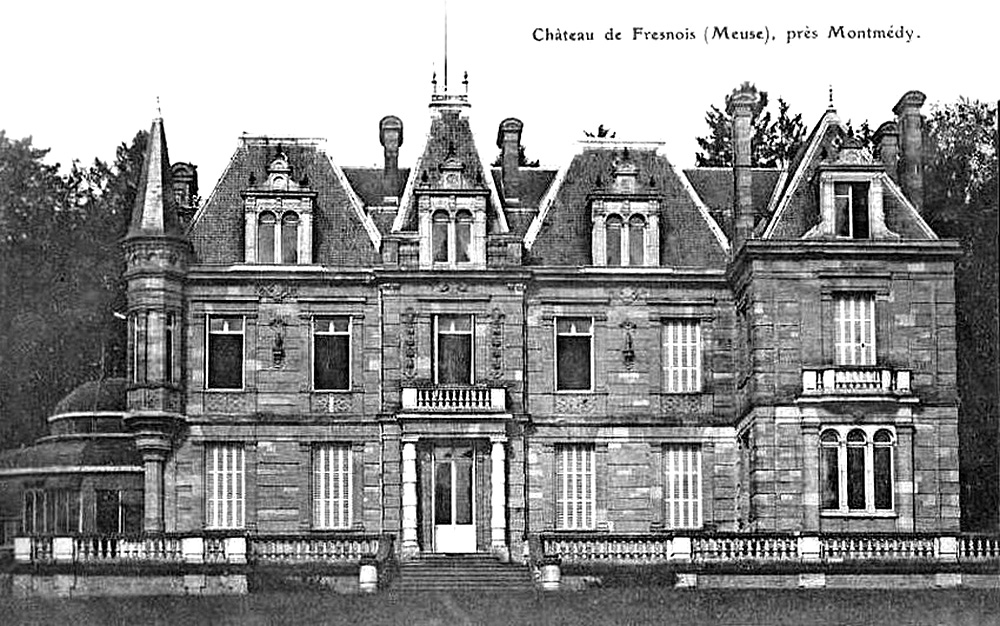
Het kasteel van Fresnois

Montmédy · Montmédy-Haut · Fresnois · Iré-les-Près · Tivoli